# Willem Frederik Hermansstraat

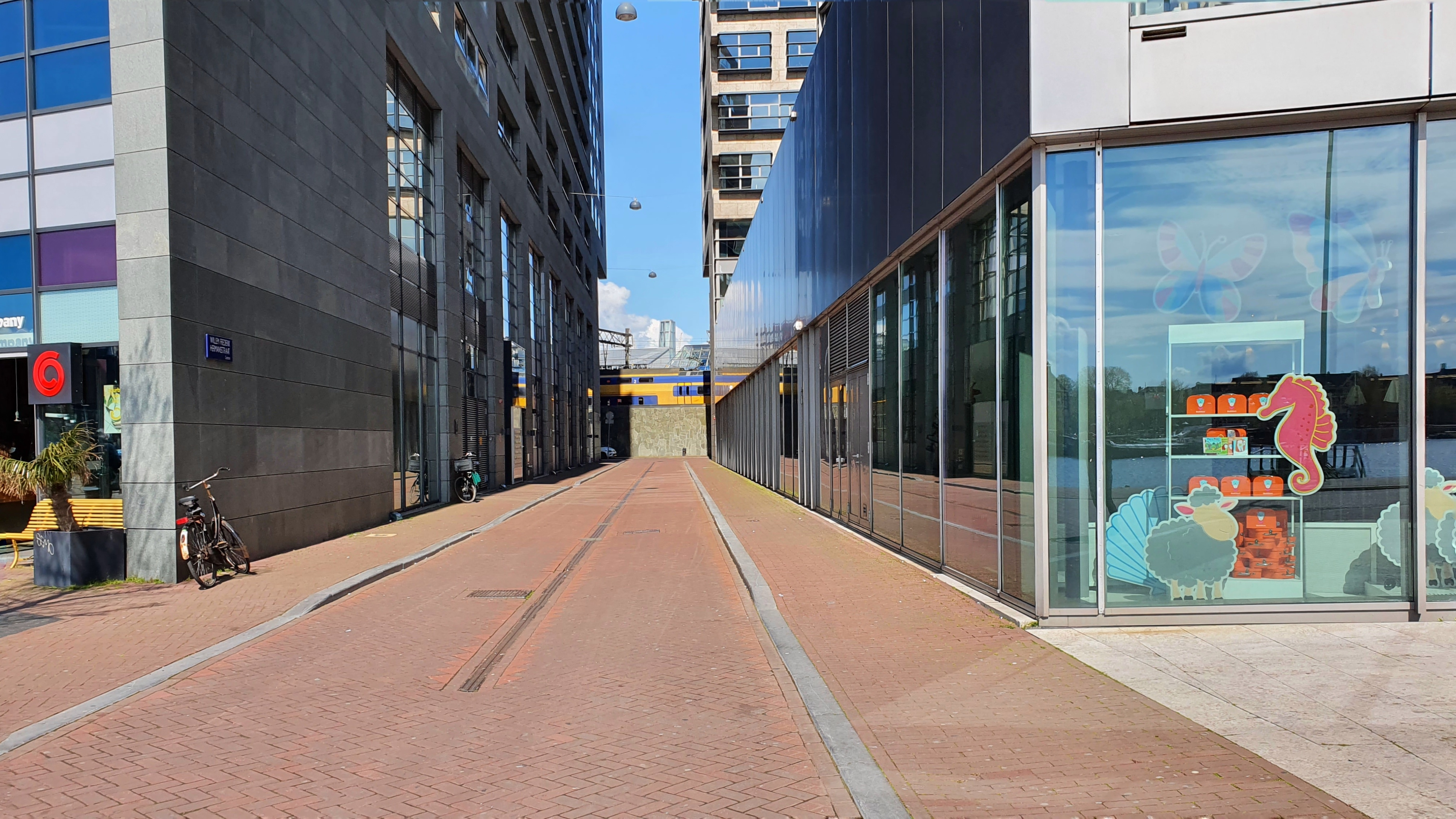
W.F. Hermansstraat vanaf het Hella Haasseplein (april 2021)

De Willem Frederik Hermansstraat is een straat in Amsterdam-Centrum op het Oosterdokseiland, ook wel bekend onder de naam "PTT-eiland".

## Straat
De straat kreeg op 1 maart 2006 haar naam, een vernoeming naar schrijver Willem Frederik Hermans. Bijna alle plekken in de openbare ruimte zijn hier vernoemd naar schrijvers; dat heeft te maken met de hoofdvestiging van de Openbare Bibliotheek Amsterdam ontworpen door Jo Coenen op het Oosterdokseiland. Eigenaardig is dat ten oosten van de straat een straat vernoemd is naar Annie M.G. Schmidt en ten westen naar Harry Bannink, die jarenlang een duo vormde in liedjes- en musicalwereld; Hermans ligt ertussen.
De bebouwing aan de straat stamt ook uit de periode 2005-2010, een ouder gebouw is hier niet te vinden. De inrichting van het eiland is afkomstig van Erick van Egeraat. Huisnummers lopen op van 3 tot en met 177; er zijn alleen oneven huisnummers uitgedeeld, behalve huisnummer 2. De straat bevindt zich tussen het dijklichaam dat spoorwegen boven het maaiveld tilt aan de noordkant en het water van het Oosterdok aan de zuidkant. Aan het zuidelijke eind ligt het Hella Haasseplein. Aan de overzijde van dat plein ligt in het verlengde van de straat de Willem Frederik Hermansbrug, die alleen voor voetgangers toegankelijk is.
Probleem in de straat is de lichtval; het is een vrij nauwe straat (9 meter) met eromheen hoge gebouwen.

## Kunst
Door die nauwte is er geen plaats voor kunst in de openbare ruimte; kunst is er echter wel te vinden; het is verwerkt in de oostelijke gevelwand. Dit gebeurde op initiatief van straatbewoners zelf. Een subsidieaanvraag werd in eerste instantie afgewezen, maar door erop te wijzen dat de gemeente de bebouwing alhier als een visitekaartje voor de stad aanwees, werd elders geld gevonden. Het kunstwerk bestaat uit een op de wanden geschilderde boekenkast. De bewoners wilden een internationaal gezelschap, dat zou komen schilderen, maar dat was te duur. Men kwam uit bij Janis de Man, van origine graffitikunstenaar, uit Utrecht; ook in die stad en Boulogne sur Mer staan boekenkasten van De Man. Hij beschilderde ramen en muren met talloze ruggen van boeken, waaronder ook twee boeken van Hermans. Nooit meer slapen van Hermans wordt ingeklemd door De ontdekking van de hemel van Harry Mulisch en De laatkomer van Dimitri Verhulst. Ik heb altijd gelijk staat tussen Kleren maken de vrouw van Hella Haasse en De avonden van Gerard Reve. Er staat niet alleen serieuze literatuur, maar ook kinderboeken (een Nijntje en een Pipi Langkous). Het werk werd op de grens van 2020 en 2021 aangebracht. 

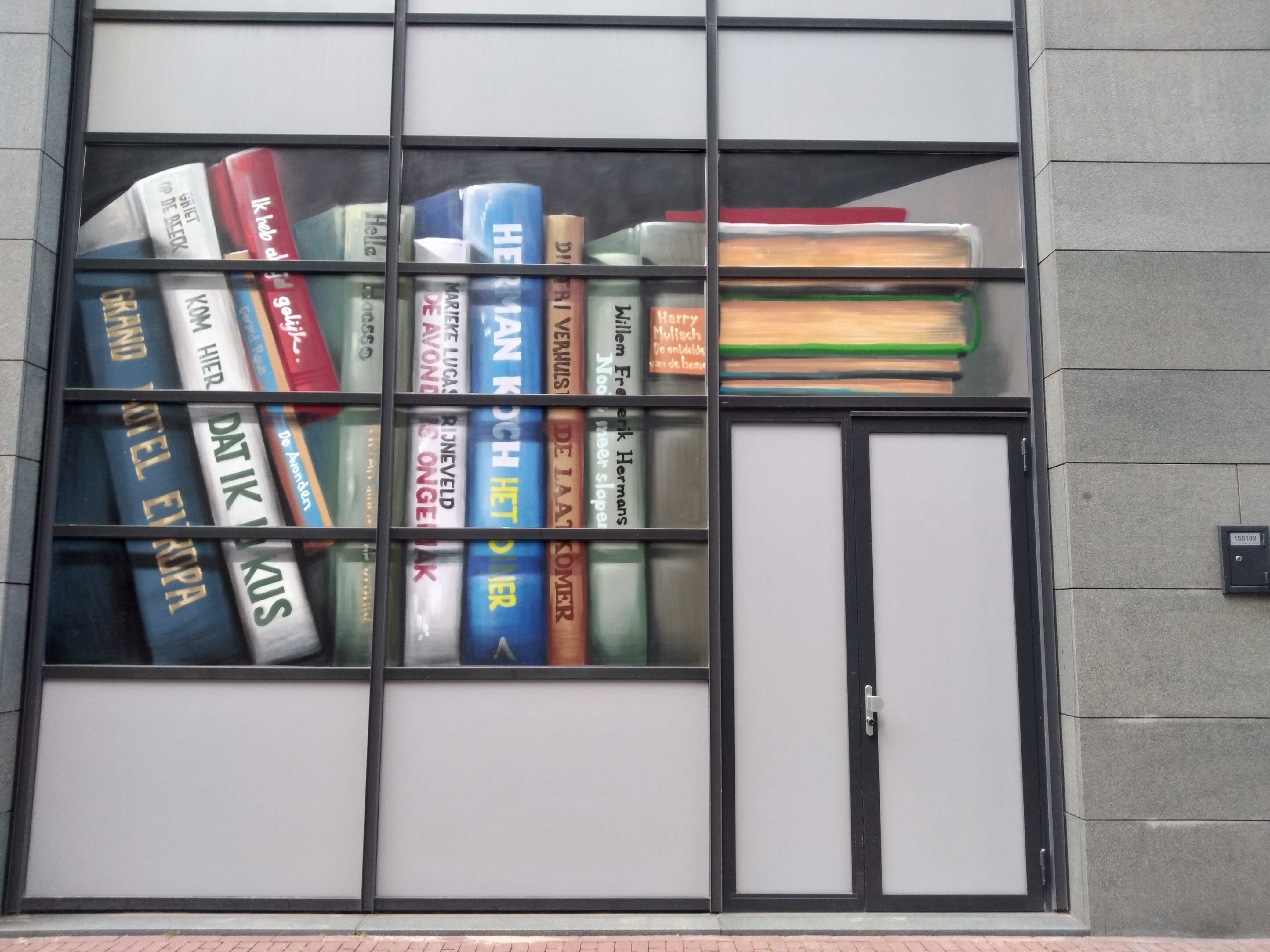
Deel boekenkast met twee maal Hermans (juli 2021)

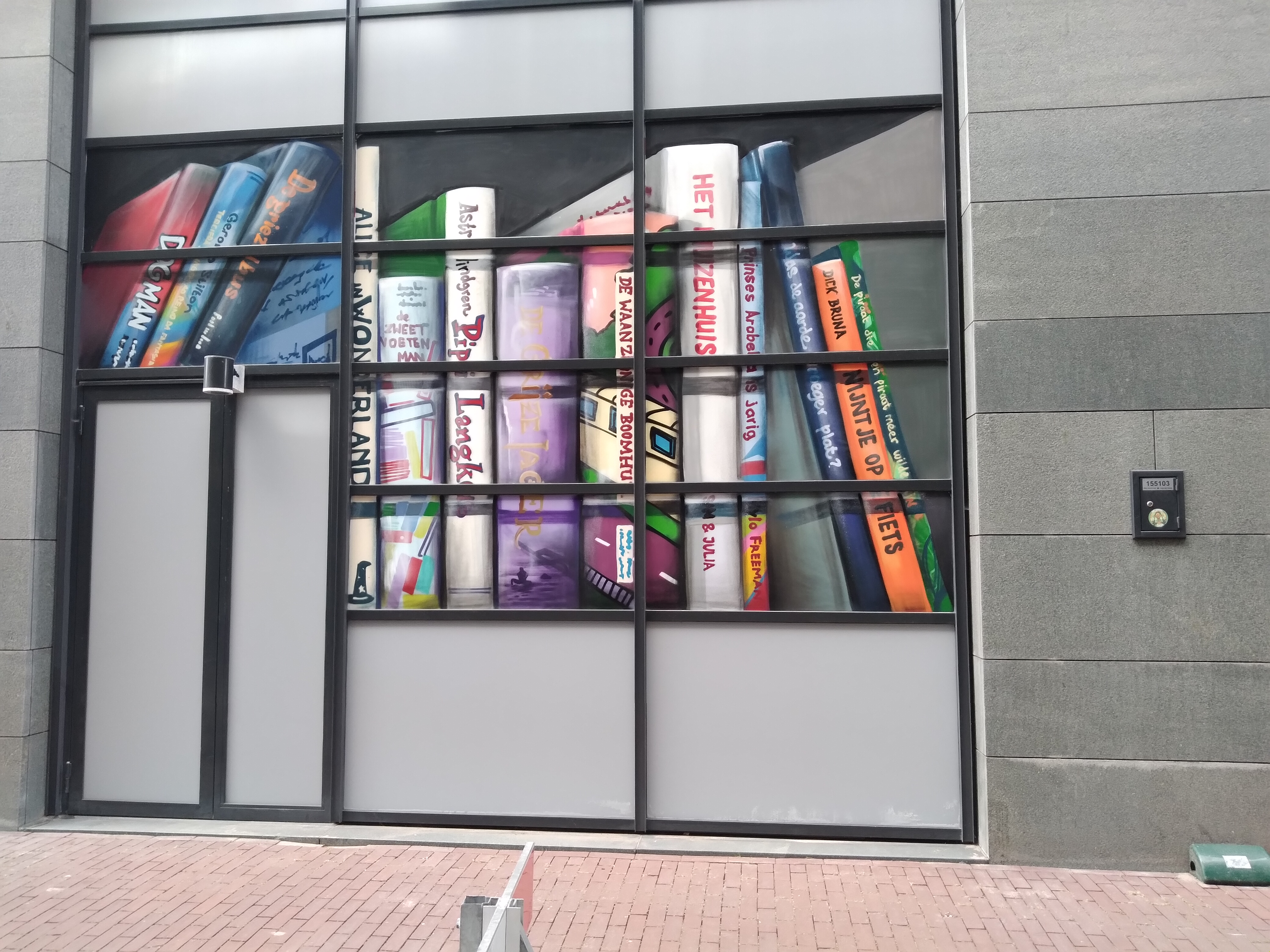
Deel boekenkast met Pipi Langkous (juli 2021)